# コンニュー・PC1
コンニュー・PC1 (Connew PC1) は、コンニュー・レーシングが1972年のF1世界選手権に投入したフォーミュラ1カー。フランソワ・ミゴールがドライブした。

## 開発
イギリス人エンジニアのピーター・コンニューが設計したPC1はその特徴的なエアロダイナミクスや、コクピット前方に配置されたラジエーターなど独創的なデザインで印象づけられる。
PC1は当初モナコでデビューする予定であったが、突然のルール変更で新たなシャシーを製造しなければならなくなり、チームはドイツグランプリへの参戦を計画したが、開催に先立ってオフィシャルによってレースへの参加を拒否された。
チームはイギリスグランプリに参戦したが、リアサスペンションが役に立たないことが判明した。チームは徹夜で改修を行ったが、翌日の搬入時にアップライトにヒビが見つかり、結局撤退した。
PC1は改修が行われオーストリアグランプリに参戦した。いくつかのエンジントラブルが生じたが、ミゴールは予選を最下位で通過した。決勝は22周目にリアウィッシュボーンのマウントが破損しコースアウト、リタイアとなった。
PC1はその後、シーズン後半のワールド・チャンピオンシップ・ヴィクトリーレースにデビッド・パーレイのドライブで登場したが、電装系のトラブルでスタートできなかった。
PC1はシーズン後にフォーミュラ5000に改修、シボレーのV8エンジンが搭載された。ピエール・ソウクリーとトニー・トリマーの手によって3戦に参加したが、ソウクリーは2戦で決勝に参加できず、トリマーは1戦でリタイアとなった。

## F1における全成績
(key) （太字はポールポジション）
| 年     | チーム                     | エンジン                   | タイヤ | ドライバー           | 1   | 2   | 3   | 4   | 5   | 6   | 7   | 8   | 9   | 10  | 11  | 12  | ポイント | 順位 |
| ------ | -------------------------- | -------------------------- | ------ | -------------------- | --- | --- | --- | --- | --- | --- | --- | --- | --- | --- | --- | --- | -------- | ---- |
| 1972年 | Darnval Connew Racing Team | フォード-コスワース DFV V8 | G      |                      | ARG | RSA | ESP | MON | BEL | FRA | GBR | GER | AUT | ITA | CAN | USA | 0        | -    |
| 1972年 | Darnval Connew Racing Team | フォード-コスワース DFV V8 | G      | フランソワ・ミゴール |     |     |     |     |     |     | DNS |     | Ret |     |     |     | 0        | -    |